# Bitwa Masztów
Bitwa Masztów (arab. That Al-Sawari) – krwawa bitwa morska stoczona w roku 655 pomiędzy flotami muzułmańskich Arabów i Cesarstwa Bizantyńskiego.

## Tło bitwy
Za kalifatu Umara Mu’awija, jeden z towarzyszy proroka Mahometa, a od roku 640 namiestnik Syrii poprosił Umara o zgodę na budowę floty wojennej i podjęcie ofensywy przeciw siłom morskim Bizancjum. Umar zasięgnął opinii Amr Ibn al-Asa w owym czasie gubernatora Egiptu. Amr ibn al-As wyraził negatywną opinię pisząc, że morze jest niezbadane, groźne i obce człowiekowi. Umar w tej sytuacji odrzucił prośbę Mu’awiji i za jego panowania Arabowie nie prowadzili działań na morzu.
Dopiero za panowania jego następcy, kalifa Usmana, zakaz prowadzenia operacji morskich został cofnięty. Władca zezwolił Mu’awiji zdobyć Cypr. Wyspa dostała się pod panowanie muzułmanów. Sukces tej kampanii spowodował rozpoczęcie przygotowań do podjęcia działań morskich także w Egipcie. Gubernatorem kraju nad Nilem został przyrodni brat kalifa Usmana Abd Allah ibn Sad, który zastąpił przeciwnika żeglugi Amr ibn al-Asa i zaraz przystąpił do budowy silnej floty. Jemu też przypadł zaszczyt dowodzenia w pierwszej zwycięskiej bitwie morskiej muzułmanów.

## Przebieg bitwy
W roku 655 flota bizantyjska, licząca według arabskich kronikarzy od 500 nawet do 1 000 okrętów, przystąpiła do ataku na porty fenickie (w dzisiejszym Libanie). Na jej czele stał sam cesarz, Konstans II. Dowodzący flotą egipską Abd Allah ibn Sad miał przeciw tym siłom zaledwie 200 jednostek.
Bitwę rozpoczął ostrzał łuczników obu stron, co nie spowodowało większych strat. Obie floty zbliżyły się jeszcze bardziej, a na koniec okręty zderzyły burtami i zaczęła się gwałtowna i krwawa walka wręcz. W związku z tym, że maszty jednostek znalazły się bardzo blisko siebie, chwilami nawet stykając się szczytami, bitwa przeszła do historii jako That Al-Sawari inaczej Bitwa Masztów.
Bój, prowadzony przy użyciu szabel i sztyletów, był niezwykle zażarty, a w tego typu walce muzułmanie mieli zdecydowaną przewagę. Po stronie bizantyńskiej było coraz więcej zabitych, a morze stało się czerwone od krwi. Spotkanie zakończyło się klęską Konstansa, który uratował się zrzucając cesarskie szaty i przeskakując na inny okręt.
Cesarz był tak przerażony, że nie wrócił do Konstantynopola, lecz uciekł aż do Syrakuz na Sycylii.
Na wieść o zwycięstwie kalif Usman udał się z dziękczynnymi modłami do meczetu Proroka w Medynie.

## Rezultaty bitwy
Zwycięstwo zapewniło muzułmanom przewagę nie tylko na lądzie, ale i na morzu. Przez następne 400 lat Morze Śródziemne stało się polem bitwy pomiędzy chrześcijanami a wyznawcami islamu. Jednak wkrótce po tym sukcesie muzułmanie zaczęli prowadzić wyniszczającą wojnę domową, co pozwoliło Konstansowi na odbudowę floty i skonsolidowanie armii, szczególnie na zachodzie regionu.